# Francesc Pujols i Morgades
Francesc Pujols i Morgades (Barcelona, 11 d'agost de 1882 - Martorell, 13 de febrer de 1962) fou un escriptor i filòsof català.

## Biografia
Francesc Pujols nasqué a la Plaça Reial de Barcelona el 1882, al si d'una família benestant: el seu pare Isidre Pujols i Bofill era procurador de tribunals i sa mare Matilde Morgades Nadal, que provenia de Vilafranca, era de la família del bisbe Morgades.
Començà a fer versos mentre era estudiant de batxillerat, influït per l'obra de Jacint Verdaguer i Joan Maragall. Quan acabà aquests estudis, començà a interessar-se en la filosofia. Participà en els Jocs Florals de Barcelona de 1902, on guanyà la Flor Natural amb el poema Idil·li. El 1904 va publicar El llibre que conté les poesies de Francesc Pujols, amb pròleg de Joan Maragall, que veia en Pujols un representant de "la paraula viva".
El 1905 realitzà la seva primera conferència a l'Ateneu Barcelonès parlant del pintor Marià Pidelaserra, iniciant així una trajectòria com a crític d'art agrupada posteriorment al llibre Recull de crítica artística (1921). Es distingeix com un dels primers defensors de l'aleshores controvertit arquitecte Antoni Gaudí, a qui consagra el llibre La visió artística i religiosa d'en Gaudí (1927), traduït al francès pel pintor Salvador Dalí i editat a Lausana el 1970. Dalí es va sentir especialment captivat per la filosofia de Pujols: el 1960, va pintar l'obra a l'oli Cel Hiparxiològic, i el 1974 va publicar el llibre Pujols per Dalí, on es referia a les seves nombroses converses amb Pujols. Finalment, Dalí va erigir un monument a Francesc Pujols, davant l'entrada del seu Teatre-Museu a Figueres.

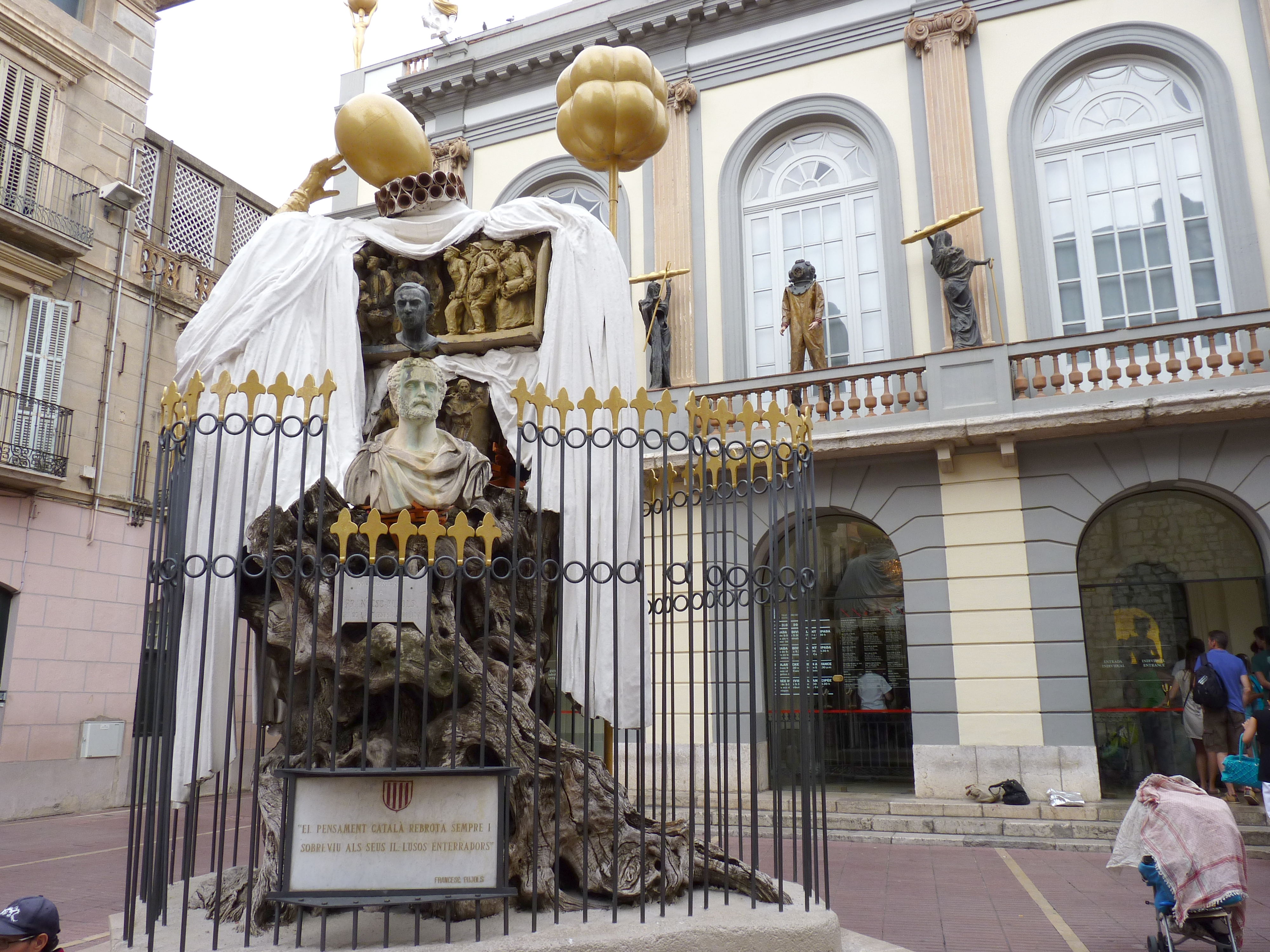
Monument de Dalí a Francesc Pujols

L'any 1906, amb el pseudònim Augusto de Altozanos, publica la seva única novel·la, El Nuevo Pascual o la Prostitución, obra humorística, escrita en castellà. Viatja a Madrid, on aprofundeix els seus estudis pictòrics i filosòfics, i coneix el polític Francesc Cambó. El 1908, de retorn a Barcelona, comença a fer de crític d'art en diverses publicacions. Es funda la societat de Les arts i es artistes, va ser-ne el secretari i impulsor. També freqüenta la Penya de l'Ateneu Barcelonès, entitat de la qual serà secretari a partir de 1924, quan Pompeu Fabra n'era president. Participa en la fundació de l'agrupació Les Arts i els Artistes, i del setmanari Papitu. En aquesta revista satírica, signa al principi amb el pseudònim "Arpol" un seguit de cròniques d'ironia transgressora –ironia que incorpora a la seva obra posterior, especialment en la prosa filosòfica– i n'esdevindrà director i responsable de l'evolució de la revista cap a la sicalipsi i l'erotisme. En el vessant teatral, publica El llibre de Job (1922), escrit en vers pitarresc, i la tragèdia Medeia (1923).

L'any 1918, Francesc Pujols publica el Concepte General de la Ciència Catalana, on estableix l'existència d'un corrent filosòfic autòcton, iniciat per Ramon Llull i continuat per Ramon Sibiuda; en aquesta obra figura la seva cèlebre profecia segons la qual els catalans són éssers d'excepció pel fet de ser fills de la terra de la veritat. 
| «                 | Perquè seran catalans, totes les seves despeses, on vagin, els seran pagades […] i els oferiran l'hotel, el més preuat regal que se li pugui fer a un català quan viatja. Al cap i a la fi, i pensant-hi bé, més valdrà ser català que milionari. | » |
| — Francesc Pujols | |   |

En anys successius escriu altres treballs filosòfics com L'evolució i els principis immutables (1921) o Hiparxiologi o Ritual de la Religió Catalana (1937). Després del seu matrimoni i el naixement del seu fill Faust, Francesc Pujols es trasllada, l'any 1926, a viure a Martorell, a la Torre de les Hores, d'herència paterna, sense abandonar, però, la seva relació amb la ciutat de Barcelona, a on hi anava cada dia. Mantenia una activitat cultural intensa escrivint en diverses publicacions de l'època: La veu, Diari de Catalunya, Pèl i Ploma, El Mirador... També passava moltes estones a l'Ateneu Barcelonès.
Francesc Pujols freqüentava diverses personalitats com Josep Pla a qui va dictar les seves idees filosòfiques, a la Torre de les Hores, donant per resultat el "Sistema de Francesc Pujols. Manual d'Hiparxiologia" (1931).
La guerra civil trenca la vida de la família Pujols: en Faust marxa al front, mor la seva dona i, en menys d'un any, perd també la mare. Arran d'aquests fets va viure sol fins que es va exiliar a França l'any 1939. En un inici, va anar a Prada gràcies al suport del seu bon amic Pau Casals. Un mes després, va partir cap a Montpeller on es va instal·lar a la Residence dels Intellectuels Catalans. A l'exili, coneix l'escriptor i farmacèutic Alexandre Deulofeu. També hi disserta davant de joves intel·lectuals: Cirici Pellicer, Jaume Picas, Heribert Barrera i l'escriptor Artur Bladé. El 1942, en tornar a Catalunya, va estar un mes a la presó Model de Barcelona. Després va poder recuperar la Torre de les Hores, on va viure fins a l'any 1962 quan va morir.

### La Guerra Civil i el franquisme
Sempre vivint a Martorell però anant pràcticament cada dia a Barcelona, Pujols portava a terme una activitat de molta envergadura entre conferències, diàlegs i articles periodístics. Fins i tot en plena guerra civil escrivia per a “La Vanguardia”, “La Veu”, “El diari de Catalunya” i “La Revista”, o pujava a la tribuna del Casal de Cultura de Barcelona (1937) i de l'Ateneu Barcelonès, on precisament, poc abans de Nadal del 1938, parlà del seu mestre, mai desmentit, Joan Maragall, en la que havia de ser l'última conferència abans de l'entrada de l'exèrcit de Franco.
La guerra va ser un període molt dolorós per a Pujols: el seu fill, Faust, anà al front i durant molt de temps no se'n tingué cap notícia; l'esposa i la mare moriren amb un any de diferència, just al començament del conflicte; l'ambient, no cal dir-ho, sobresaltat i duríssim. Pujols, sol a la Torre de les Hores, va capejar com va poder –i amb bonhomia- el temporal fins que el 1939 fugí cap a França, com tants i tants d'altres intel·lectuals.
L'any 1942, així i tot, Pujols torna a Barcelona, malgrat el risc que això, sense cap dubte, comportava. Efectivament, és tancat a la presó Model de Barcelona d'on aconsegueix, però, sortir aviat. Va a Martorell: la Torre de les Hores era ocupada i molts dels seus llibres, perduts; recupera la casa i refà, com pot, la biblioteca. Incansable, segueix estudiant i treballant; s'aïlla; defuig molts contactes com a resposta discreta i altiva davant l'anorreament i la persecució sistemàtica de la cultura; triga, encara, a reprendre la seva tasca pública, que es limita -quasi del tot- a articles en publicacions periodístiques.

### La Torre de les Hores
Entrant a la vila de Martorell i a mà dreta segons s'hi arriba des de Barcelona es troba la Torre de les Hores, que va ser la residència i santuari de Francesc Pujols durant la major part de la seva vida. Allí es guarden pràcticament tots els seus escrits, la seva biblioteca (almenys la part que va poder ser salvada del saqueig dels temps de la guerra) i el mobiliari i decoració tal com ell els va deixar.
La torre és un edifici de proporcions mitjanes format d'una planta baixa i un pis, amb el clàssic mirador vidrat damunt la teulada i està voltada d'un jardí clos. El nom de Torre de les Hores es deu a la proximitat de la casa amb un petit campanar situat a la plaça del darrere on es conserva un rellotge que es dedica, com cal, a tocar les hores.
Francesc Pujols sobre la torre: “ Sense tenir, ni de bon tros, la fastuositat que jo somiava, aquella torre als quatre vents, amb un petit jardí, veïna d'altres torres, situada en bon lloc- va ser el desideràtum de la meva infantesa. Jo, fill de la ciutat, sentia la necessitat d'allunyar-me’n i, cada any, quan venia el bon temps i, amb el bon temps, la il·lusió d'anar a Martorell, la vida s'obria al meu davant. Cada any també, quan s'apropava l'hora de retornar a Barcelona, la vida se’m tancava i mai no vaig deixar aquelles parets clares, aquelles cambres esbatanades, aquells camps i aquells rius (el Llobregat i l'Anoia, que s'ajunten poc abans d'arribar al Pont del Diable) sense sentir una tristesa prenyada de llàgrimes. Entrava a la ciutat com si entrés en un cementiri i traspassava el llindar del pis com si fos la porta d'un sepulcre. I és que jo necessitava viure en plena naturalesa, la nostra mare i la mare de tot. Però aquest somni no l'havia de realitzar fins que vaig tenir quaranta-quatre anys. Va ser en aquesta edat que vaig decidir d'anar a viure definitivament a la Torre de les Hores per tal no solament de convertir en realitat l'ideal de poder passar tot l'any l'estiu a fora, sino d'escriure l'obra que portava a les entranyes del meu pensament.
La Torre de les Hores, al marge de constituir un interessant exemple de mansió senyorial típica catalana de finals del segle xix, fou la residència de Francesc Pujols i Morgades.
Construïda el 1888, és un edifici de planta quadrada amb pis i golfes, acabat per una torreta mirador i envoltat de jardí. La façana conté esgrafiats de tipus neoclàssic així com l'escut de la vila de Martorell i altres. A la reixa d'entrada hi ha forjada l'escala de la vida, símbol del pensament de Francesc Pujols.
El seu interior manté l'ambientació i alguns dels records del filòsof martorellenc. Cal destacar-ne la biblioteca, que guarda un important volum de la documentació i de l'obra de Francesc Pujols, així com un notable conjunt d'aquarel·les, olis, gravats i dibuixos dels seus amics artistes: Salvador Dalí, Feliu Elies, Aragay o Ricard Canals, entre d'altres.
La Torre de les Hores la va fer construir el pare de Francesc Pujols, Isidre Pujols i Bufill, entre els anys 1888-1890, quan Francesc Pujols tenia vuit anys. Més tard ell recordaria aquest fet durant el seu exili a Montpeller que narrarà al seu amic Artur Bladé Desumvila: «Puc dir que fins a l'any 1890, és a dir, quan jo en tenia vuit, no hi hagué en la meva vida un esdeveniment important, un raig de llum que no s'havia d'apagar més. Aquell any el meu pare va fer construir, a Martorell, la Torre de les Hores. Alguns creuen que aquest nom és una invenció meva. La veritat és que la torre fou batejada així, per la gent del poble, pel fet d'alçar-se davant l'edifici on hi havia el rellotge municipal [...]. Aquella torre –als quatre vents, amb un petit jardí, veïna d'altres torres, situada en bon lloc- va ser el desideràtum de la meva infantesa. […] Cada any també, quan s'apropava l'hora de retornar a Barcelona, la vida se’m tancava i mai no vaig deixar aquelles parets clares, aquelles cambres esbatanades, aquells camps i aquells rius (el Llobregat i l'Anoia, que s'ajunten poc abans d'arribar al Pont del Diable) sense sentir una tristesa prenyada de llàgrimes. […] I és que jo necessitava viure en plena naturalesa, la nostra mare i la mare de tot. Però aquest somni no l'havia de realitzar fins que vaig tenir quaranta-quatre anys. Va ser en aquesta edat que vaig decidir d'anar a viure definitivament a la Torre de les Hores per tal no solament de convertir en realitat l'ideal de poder passar tot l'any l'estiu a fora, sinó d'escriure l'obra que portava a les entranyes del meu pensament».[1]
Així doncs l'any 1926 deixa de viure a Barcelona i, amb la seva família, habita la Torre de les Hores, a Martorell.
L'any 1931 Josep Pla fa estada a Martorell per escriure El sistema de Francesc Pujols. Manual d'Hiparxiologia, que compendia succintament la filosofia de Francesc Pujols. Tal com deia Pla al pròleg d'aquesta obra: «[…] El lector trobarà en aquest manual tot el pensament de Francesc Pujols, fruit dels seus vint-i-cinc anys d'estudis i de la seva passió per la veritat, per la humanitat i per Catalunya».[2] Durant aquest temps Pla visità diàriament Pujols a la Torre de les Hores. Posteriorment Pla recordaria la seva estada a la Torre de les Hores de la manera següent: «[…] l’endemà al matí, vaig anar a dinar a la Torre de les Hores. […] El menjador tenia una llum agradable: era una mica penombrós, tot i donar al jardí posterior de la Torre. Més enllà del jardí es veien els teulats de les cases. A les parets hi havia el retrat de Pujols per Canals i diverses pintures de Josep Aragai, de gust italià i de color torrat. […] Durant aquells dies passàrem moltes hores al salonet de la Torre de les Hores. M’anava dictant el llibre, de raig, i jo emplenava les quartilles. En aquella casa, s'hi estava bé. Tot i estar lligada amb el poble i posada davant una carretera de tant de trànsit, era isolada i tranquil·la.»[3]
La Torre de les Hores veu néixer el seu fill Faust, i els anys 1936 i 1937 veu morir la seva esposa i la seva mare, respectivament.
L'any 1939, durant la Guerra Civil, ha d'abandonar la Torre de les Hores i Catalunya per exiliar-se a França.
Durant la guerra la Torre és saquejada (i cremada bona part la seva biblioteca). El 1942 la recupera i hi viu permanentment.
El 25 de maig de 1956, Salvador Dalí visita Francesc Pujols a la Torre de les Hores. Dalí admirava el filòsof, motiu pel qual va fer construir un monument dedicat a Francesc Pujols a l'entrada del Museu Dalí de Figueres. Deia d'ell que “era, és i serà l'emperador Trajà de la filosofia”.
Francesc Pujols i Morgades va residir en aquesta torre de manera fixa els darrers 40 anys de la seva vida, i en ella va morir el dia 13 de febrer de 1962. Al llarg d'aquest temps, i envoltat per les parets de la Torre de les Hores, dona forma a les seves idees filosòfiques, als seus llibres i escrits, en els quals Catalunya hi té un paper important. Tot aquest material està dipositat a la biblioteca: llibres, manuscrits, obres inèdites, correspondència, etc.

[1] Bladé Desumvila, Artur. Francesc Pujols per ell mateix. Editorial Pòrtic. Barcelona, 1967. Reeditat el 2006 per Brau Edicions.
[2] Pla, Josep. El sistema de Francesc Pujols. Manual d'Hiparxiologia. Llibreria Catalònia. Barcelona, 1931.
[3] Pla, Josep. Obra completa. Volum X. Edicions Destino. Barcelona, 1968.

## Pensament

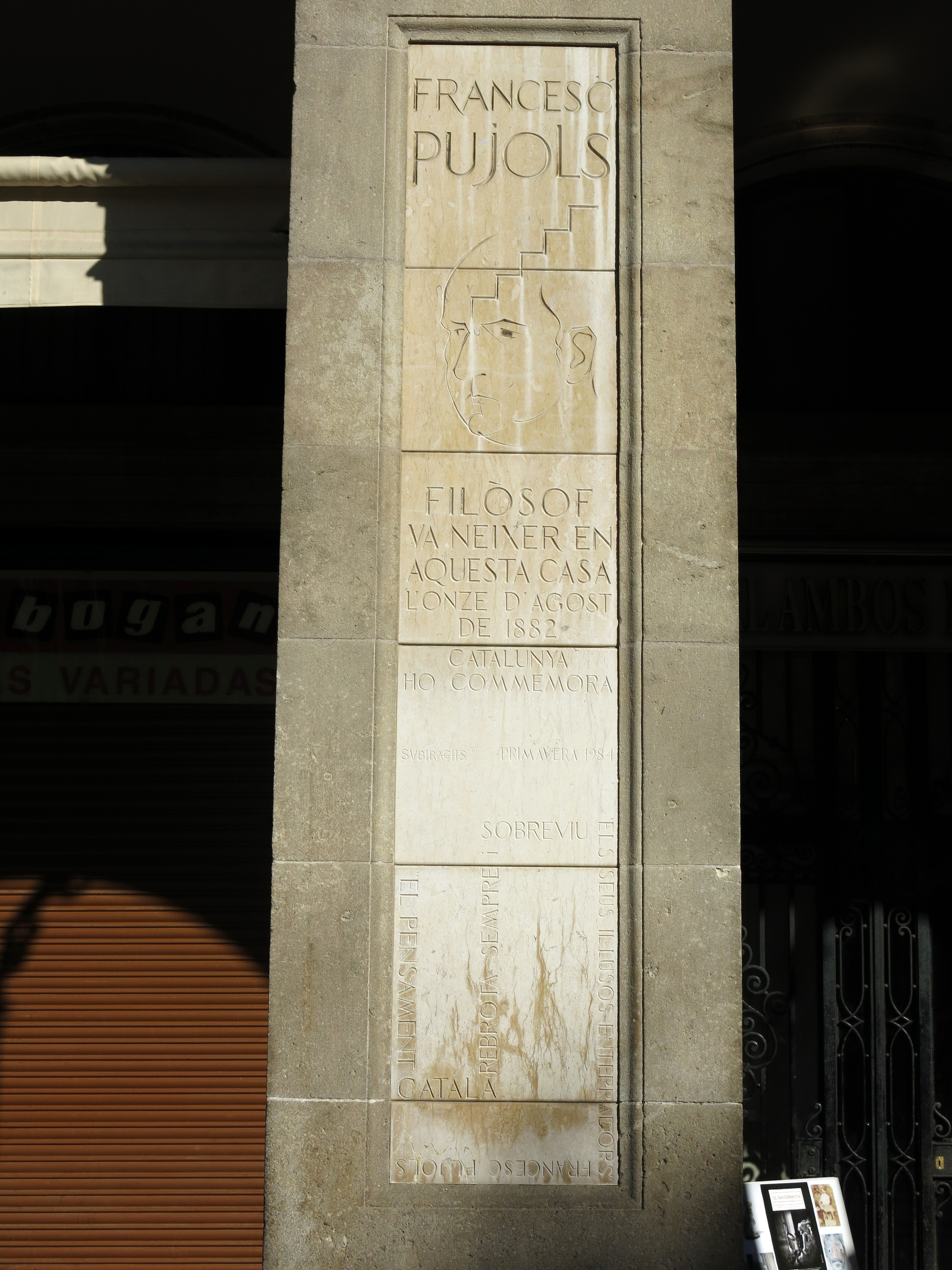
Placa que commemora el naixement de Pujols a la plaça Reial de Barcelona

Francesc Pujols basteix un sistema filosòfic anomenat primerament Sumpèctica o Ciència del Concret, més tard Hiparxiologia o Ciència de l'Existència, i finalment Pantologia o Ciència del Tot.
Un dels seus biògrafs, Joan Cuscó i Clarasó, assenyala que "Pujols llegeix en català, castellà, italià, francès i, a banda d'una sòlida formació en la cultura catalana (tant dels clàssics com dels seus contemporanis), l'interessen els clàssics i té en compte els avenços en física, zoologia, biologia i psicologia. Així mateix, llegeix obres importants de la literatura, com El Paradís perdut de Milton i gairebé totes les obres de Shakespeare, s'interessa per la història de les religions i s'acosta a Nietzsche. Entre els primers llibres de la seva biblioteca destaquen els de psicologia, de microbiologia, de moral, de sant Tomàs i la bellesa i de música clàssica.
Aquest devessall d'interessos i d'autors continua fins als anys seixanta del segle xx, en què s'aproxima a autors com Heisenberg i a la física quàntica. Rostand, Bernard, Unamuno, Fages de Climent, Josep Maria de Sagarra, Bruno, Dant, Llull, Marx, Llorens i Barba, Copèrnic, Proudhon, Estelrich, Dalí, Pompeu Fabra, Leopardi, D'Ors, Creixells, Nicolle, Hooker, Chevalier, Pitarra… Són autors que Pujols coneix, llegeix i estudia. Sempre centrant grans àmbits temàtics: història (de Catalunya, d'Europa, i econòmica), ciències de l'home (psicologia, biologia, medicina...), història de les religions i poesia i art. La religió, la ciència, l'ésser humà i Catalunya són els eixos vertebradors de les seves lectures".
L'any 1931, l'escriptor Josep Pla va dedicar un llibre al seu pensament titulat El sistema de Francesc Pujols. Manual d'Hiparxiologia.
El 1926 publica en dos volums la Història de l'hegemonia catalana en la política espanyola. Instal·lat a Martorell, escriu diverses obres de caràcter polític com La solució Cambó (1931) o El problema peninsular (1935).
A la fi de la Guerra Civil espanyola s'exilia a Prada de Conflent sota l'hospitalitat de Pau Casals (1939), per traslladar-se posteriorment a la Residence dels Intellectuels Catalans de Montpeller, on coneix l'escriptor i científic Alexandre Deulofeu, i diserta davant de joves intel·lectuals com el crític d'art Alexandre Cirici Pellicer, Jaume Picas, el polític Heribert Barrera i l'escriptor Artur Bladé i Desumvila, el qual va publicar la seva biografia : Francesc Pujols per ell mateix (1967).
Retorna a la Catalunya Sud el 1942, i passa un mes internat a la presó Model de Barcelona. A partir de 1949, i fins a la seva mort, escriu a publicacions com Destino. Els darrers anys de la seva vida, que s'acabà el 13 de febrer de 1962 a la Torre de les Hores de Martorell, va lluitar contra la tuberculosi que havia contret el 1956.

### Torrisme
Torrisme és un neologisme de Francesc Pujols i significa una filosofia de viure la vida i passar el dia de la millor manera i més còmode possible, en definitiva ser un bon vivant, això sí, il·lustrat, o sigui, interessar-se a bastament per la cultura general i ésser curiós de mena. Neix de la paraula torre, o sigui viure en una torre, tot i això però, per als seguidors torristes, aquesta no seria una condició clau per ser-ho. Pujols en dona la seva definició en parlar d'un amic seu anomenat Callén: 
| « | Ja de gran, el seu ideal era la "vida del torrista", com ell deia, consistent a llevar-se a les dues de la tarda, dinar, jugar el tresillo, donar un tomb per la Rambla, sopar, retornar al cafè, parlar amb els amics, gastar alguna broma, ressopar i anar a dormir a punta de dia; i el més bonic és que aquest programa va realitzar-lo en companyia de la senyora francesa, que amb els anys havia perdut bona part de les seves exigències i, com els savis, s'acontentava de poc. La torre, ja que l'ideal exigia una torre, Callén va fer-se-la a la Conreria, lloc deliciós. | » |
| — | |   |

## Ruta Literària
Una possible ruta literària per conèixer la vida i obra de Francesc Pujols començaria a la Plaça Reial de Barcelona, lloc on va néixer i va començar a fer versos mentre era estudiant de Batxillerat. El següent lloc de visita seria l'Ateneu Barcelonès, on anys més tard realitzà la seva primera conferència on parlà del pintor Marià Pidelaserra. La tercera visita d'aquest trajecte ens conduiria cap al districte de l'Eixample de Barcelona, un dels indrets que freqüentava l'escriptor. L'últim lloc del trajecte per Barcelona seria la presó Model, on Pujols hi passà un mes després d'haver tornat de l'exili.
L'última visita obligatòria seria a Martorell i més en concret, a la Torre de les Hores, actual seu de la Fundació Francesc Pujols que havia estat la residència de l'escriptor durant gran part de la seva vida. La Fundació Francesc Pujols amb la col·laboració de l'Ajuntament de Martorell (biblioteca municipal) ofereix una ruta literària pels indrets més freqüentats per Francesc Pujols de la Vila de Martorell. Informació Biblioteca de Martorell.

## Còmic
Les extraordinàries aventures de Francesc Pujols és un còmic escrit per Sebastià Roig i dibuixat per Toni Benages i Gallard. Es basa en les idees de Pujols i Morgades. L'obra està formada per cinc relats curts ambientats entre 1912 i 1930 a Barcelona, que barregen la realitat i la fantàsia. Malgrat la presència d'elements de ciència-ficció, hi és perceptible el rigorós treball de documentació. Destaquen també, les intervencions de personatges de l'època en els relats, com, per exemple, els artistes Pablo Picasso, Carles Casagemas, Ramon Pichot, el naturalista Francesc Darder, els escriptors Carles Fages de Climent o J.V. Foix.
La primera aventura del còmic gira en torn al món de l'art i la moda de l'espiritisme a la Barcelona de mitjans del segle xix. La segona història situa Pujols a Banyoles acompanyant al doctor Dauder a la descoberta de dones amfíbies. En el tercer relat, el protagonista viurà juntament al poeta Carles Fages de Climent una història de bruixes a la població de Llers. En la següent aventura, Pujols i J.V. Foix lluitaran contra amazones voladores. Finalment, la darrera història torna a situar Pujols a Barcelona, concretament al Barri Xino, on el pensador esdevé un autèntic protagonista de sèrie negra.